# HTTP 402
 (juillet 2023).
Si vous disposez d'ouvrages ou d'articles de référence ou si vous connaissez des sites web de qualité traitant du thème abordé ici, merci de compléter l'article en donnant les références utiles à sa vérifiabilité et en les liant à la section « Notes et références ».
 (juillet 2023).
Le code d'état HTTP 402, également connu sous le nom de "Paiement requis", est un code d'état de réponse standard dans le protocole de transfert hypertexte (HTTP). Il fait partie du protocole HTTP/1.1 spécifié par l'Internet Engineering Task Force (IETF) dans la RFC 7231.

## Description
Le code de statut HTTP 402 informe le client qu'il doit effectuer un paiement pour pouvoir accéder à la ressource demandée. Il est généralement utilisé dans les situations où le serveur exige un paiement avant d'autoriser l'accès au contenu ou au service. Ce code sert à rappeler qu'une transaction financière ou une autorisation est nécessaire pour pouvoir continuer.
Le code de statut 402 est considéré comme non standard et a été introduit pour étendre les possibilités du protocole HTTP au-delà de l'ensemble standard de codes de statut. Il indique clairement au client qu'il doit faire quelque chose pour terminer le processus de paiement avant de pouvoir accéder à la ressource demandée.
Le code d'état HTTP 402 (paiement requis) sert à indiquer clairement aux clients qu'ils doivent effectuer un paiement avant de pouvoir accéder à une ressource ou à un service donné. Il est souvent utilisé dans le commerce électronique, dans les systèmes basés sur des abonnements et sur les plateformes proposant des contenus premium ou des produits numériques. L'utilisation de ce code de statut permet aux serveurs d'appliquer les demandes de paiement et de donner des instructions appropriées aux clients, ce qui facilite un processus de paiement fluide.

## Utilisation
Le code d'état HTTP 402 est généralement utilisé dans les systèmes de commerce électronique et d'abonnement où l'accès au contenu ou aux services est restreint jusqu'à ce que l'utilisateur ait effectué un paiement. Il peut être utilisé dans divers scénarios tels que, par exemple :
- renouvellement de l'abonnement : lorsque l'abonnement d'un utilisateur expire et qu'il tente d'accéder au contenu premium, le serveur peut répondre avec un code d'état 402 pour inviter l'utilisateur à renouveler son abonnement ;
- murs payants : les sites qui exigent un paiement de la part de leurs utilisateurs pour accéder à certains articles, contenus d'actualités ou fonctionnalités premium peuvent utiliser le code de statut 402 pour indiquer qu'un paiement est requis pour continuer :
- produits numériques : les plates-formes en ligne qui vendent des produits numériques, des licences de logiciels ou des téléchargements de médias numériques peuvent utiliser le code de statut 402 pour forcer le paiement avant d'accorder l'accès au produit acheté.

## Représentation de la réponse
La réponse HTTP 402 est accompagnée d'un corps d'entité qui fournit au client des informations supplémentaires sur les demandes de paiement. Ce corps d'entité peut se présenter dans différents formats, par exemple HTML, XML ou JSON. Il comprend généralement des détails tels que le montant du paiement, les méthodes de paiement acceptées et les instructions pour terminer la transaction.
Le serveur peut également inclure des en-têtes pertinents dans la réponse, tels que B. Retry-After, qui spécifie la durée pendant laquelle le client doit attendre avant de réessayer la demande une fois la transaction de paiement terminée.

## Relation avec d'autres codes d'état
Le code d'état HTTP 402 ne doit pas être confondu avec le code d'état 403 Interdit, plus couramment utilisé. Bien que les deux codes indiquent que l'accès à une ressource est restreint, la différence réside dans la raison de la restriction. Le code 402 signifie qu'un paiement est requis, tandis que le code 403 indique que l'accès est interdit pour d'autres raisons, par exemple en raison d'autorisations insuffisantes ou d'un échec d'authentification.
Dans les cas où le serveur demande un paiement mais souhaite également fournir des informations supplémentaires sur la raison pour laquelle l'accès est refusé, il est courant de fournir le code d'état 402 à côté d'un code d'état 403. Cette combinaison aide à communiquer la demande de paiement et fournit plus de contexte au client.